# Mirja Vehkaperä
Mirja Vehkaperä (ur. 6 kwietnia 1976 w Oulu) – fińska polityk, nauczycielka i samorządowiec, posłanka do Eduskunty, deputowana do Parlamentu Europejskiego VIII kadencji.

## Życiorys
W 2003 ukończyła studia nauczycielskie na Uniwersytecie w Oulu, do 2007 pracowała jako nauczycielka. Zaangażowała się w działalność polityczną w ramach Partii Centrum. Wybierana na radną miejską w Oulu, została też radną regionu Ostrobotnia. W 2007 po raz pierwszy uzyskała mandat posłanki do krajowego parlamentu. Z powodzeniem ubiegała się o reelekcję w wyborach w 2011 i 2015.
W 2018 odeszła z Eduskunty, przechodząc do pracy w Parlamencie Europejskim VIII kadencji, w którym zastąpiła Paava Väyrynena.